# Вілем де Ган
Вілем де Гаан (нід. Wilhem de Haan; *7 лютого 1801 — †15 квітня 1855) — нідерландський зоолог, який спеціалізувався на вивченні комах та ракоподібних, і був першим хранителем відділу безхребетних у нідерландському Національному музеї натуральної історії в Лейдені (тепер музей Натураліс). У 1846 році його примусили піти зі служби, бо він був частково паралізований через хворобу хребта.
Він відповідав за том про безхребетних у 5-томній серії монографій з фауни Японії Fauna Japonica, що виходила під редакцією Філіпа Франца фон Зібольда з 1833 по 1855 рік. Це була перша публікація на Заході про японську дику природу. Він дав назву багатьом новим таксонам, а кілька таксонів було названо на його честь.